# Gao Shuying
Gao Shuying (高淑英S, Gāo ShūyīngP; Qingdao, 28 ottobre 1979) è un'astista cinese.
Detiene il record asiatico nel salto con l'asta con la misura di 4,64 m, ottenuti il 2 giugno 2007 a New York.
Ai Giochi olimpici del 2004 è stata eliminata alle qualificazioni, mentre ai Giochi olimpici del 2008 si è qualificata con la misura di 4,50 metri, classificandosi poi dodicesima saltando 4,45 metri.

## Palmarès
| Anno | Manifestazione      | Sede     | Evento           | Risultato      | Prestazione | Note                          |
| ---- | ------------------- | -------- | ---------------- | -------------- | ----------- | ----------------------------- |
| 1998 | Mondiali juniores   | Annecy   | Salto con l'asta | 8ª             | 3,90 m      | Miglior prestazione personale |
| 2000 | Giochi olimpici     | Sydney   | Salto con l'asta | 10ª            | 4,15 m      |                               |
| 2001 | Mondiali            | Edmonton | Salto con l'asta | 5ª             | 4,50 m      |                               |
| 2001 | Universiadi         | Pechino  | Salto con l'asta | Oro            | 4,52 m      | Record nazionale              |
| 2002 | Giochi asiatici     | Pusan    | Salto con l'asta | Oro            | 4,35 m      | Record nazionale              |
| 2002 | Campionati asiatici | Colombo  | Salto con l'asta | Oro            | 4,20 m      | Record nazionale              |
| 2003 | Mondiali            | Parigi   | Salto con l'asta | 9ª             | 4,35 m      |                               |
| 2004 | Mondiali Indoor     | Budapest | Salto con l'asta | 13ª            | 4,20 m      |                               |
| 2004 | Giochi olimpici     | Atene    | Salto con l'asta | 13ª            | 4,15 m      |                               |
| 2005 | Mondiali            | Helsinki | Salto con l'asta | 5ª             | 4,50 m      |                               |
| 2005 | Campionati asiatici | Incheon  | Salto con l'asta | Oro            | 4,53 m      | Record nazionale              |
| 2006 | Giochi asiatici     | Doha     | Salto con l'asta | Oro            | 4,53 m      |                               |
| 2007 | Mondiali            | Osaka    | Salto con l'asta | 7ª             | 4,50 m      |                               |
| 2008 | Giochi olimpici     | Pechino  | Salto con l'asta | 12ª            | 4,45 m      |                               |
| 2009 | Mondiali            | Berlino  | Salto con l'asta | Qualificazione | nm          |                               |

## Progressione
| Anno | Misura (in metri) | Data         | Luogo        |
| ---- | ----------------- | ------------ | ------------ |
| 1998 | 3,90              | 28 luglio    | Annecy       |
| 1999 | 4,10              | 17 settembre | Xi'an        |
| 2000 | 4,35              | 10 maggio    | Chengdu      |
| 2001 | 4,52              | 29 agosto    | Pechino      |
| 2002 | 4,43              | 18 maggio    | Shanghai     |
| 2003 | 4,40              | 3 agosto     | Shijiazhuang |
| 2004 | 4,45              | 4 luglio     | Candia       |
| 2005 | 4,53              | 2 settembre  | Incheon      |
| 2006 | 4,50              | 16 settembre | Atene        |
| 2007 | 4,64              | 2 giugno     | New York     |
| 2008 | 4,55              | 31 maggio    | New York     |

| Anno | Misura (in metri) | Data         | Luogo        |
| ---- | ----------------- | ------------ | ------------ |
| 2000 | 4,22              | 10 maggio    | Chengdu      |
| 2001 | 4,25              | 29 agosto    | Pechino      |
| 2002 | 4,45              | 18 maggio    | Shanghai     |
| 2003 | 4,25              | 3 agosto     | Shijiazhuang |
| 2004 | 4,36              | 4 luglio     | Heraklion    |
| 2005 | 4,40              | 2 settembre  | Incheon      |
| 2006 | 4,30              | 16 settembre | Atene        |